# Associação de Jogadores da National Football League
A Associação de Jogadores da National Football League (do inglês: National Football League Players Association), ou NFLPA, é a organização trabalhista que representa os jogadores de futebol americano profissional na National Football League (NFL). A NFLPA, que tem sede em Washington, D.C., é liderada pelo presidente Eric Winston e diretor executivo DeMaurice Smith. Fundada em 1956, a NFLPA foi estabelecida para fornecer representação formal para negociar a compensação e os termos de um acordo de negociação coletiva aos jogadores. A NFLPA é membro da AFL-CIO, a maior federação de sindicatos dos Estados Unidos.

## Composição
De acordo com os registros do Departamento do Trabalho do NFLPA desde 2006, quando as classificações dos membros foram relatadas pela primeira vez, cerca de 60%, ou quase dois terços, dos membros do sindicato são classificados como "ex-jogadores" e não elegíveis para votar no sindicato, devido a restrições de lei federal, o restante do corpo possui direito a voto. Dos que possuem direito a voto, classificam-se como "jogadores ativos" e "associados". A partir de 2014, isso representa 3.130 membros "ex-jogadores" (59% do total), 1.959 "jogadores ativos" (37%) e 207 "associados" (4%).

## Liderança
O atual presidente da NFLPA é Eric Winston e o diretor executivo é Lloyd Howell Jr. Desde de 2014, o comitê executivo é formado pelos seguintes jogadores atuais e aposentados da NFL: Calais Campbell, Austin Ekeler, Ryan Kelly, Alex Mack, Jason McCourty, Brandon McManus, Thomas Morstead, Jalen Reeves-Maybin, Richard Sherman e Michael Thomas. Cada equipe da NFL também tem um representante de jogador, juntamente com dois a três representantes alternativos
| John Gordy          | 16 de janeiro de 1969 – 1 de novembro de 1969                              |
| Malcolm Kennedy Jr. | 1 de novembro de 1965 – 1971                                               |
| Ed Garvey           | 1971 – 1983                                                                |
| Gene Upshaw         | 13 de junho de 1983 – 21 de agosto de 2008                                 |
| Richard Berthelsen  | 21 de agosto de 2008 – 16 de março de 2009 como Diretor Executivo Interino |
| DeMaurice Smith     | 16 de março 2009 – 29 de junho de 2023                                     |
| Lloyd Howell Jr.    | 29 de junho de 2023 – atualmente                                           |
| Presidentes         |                                                                            |
| NFLPA (pré-fusão)   |                                                                            |
| Bill Howton         | 26 de janeiro de 1958 – 4 de janeiro de 1962                               |
| Pete Retzlaff       | 4 de janeiro de 1962 – 5 de janeiro de 1964                                |
| Ordell Braase       | 5 de janeiro de 1964 – 8 de janeiro de 1967                                |
| Mike Pyle           | 8 de janeiro de 1967 – 11 de janeiro de 1968                               |
| John Gordy          | 11 de janeiro de 1968 – 16 de janeiro de 1969                              |
| John Mackey         | 16 de janeiro de 1969 – 1970                                               |
| AFLPA               |                                                                            |
| Tom Addison         | 14 de janeiro de 1964 – 1965                                               |
| Jack Kemp           | 1965 – 1970                                                                |
| NFLPA (pós-fusão)   |                                                                            |
| John Mackey         | 1970 – 1973                                                                |
| Bill Curry          | 1973 – 31 de maio de 1975                                                  |
| Kermit Alexander    | 31 de maio de 1975 – 8 de março de 1976                                    |
| Dick Anderson       | 8 de março de 1976 – 26 de janeiro de 1978                                 |
| Len Hauss           | 26 de janeiro de 1978 – 1980                                               |
| Gene Upshaw         | 1980 – 13 de junho de 1983                                                 |
| Jeff Van Note       | 13 de junho de 1983 – fevereiro de 1984                                    |
| Tom Condon          | fevereiro de 1984 – 24 de abril de 198                                     |
| Marvin Powell       | 24 de abril de 1986 – 4 de março de 1988                                   |
| George Martin       | 4 de março de 1988 – 13 de junho de 1989                                   |
| Mike Kenn           | 13 de junho de 1989 – 16 de março de 1996                                  |
| Trace Armstrong     | 16 de março de 1996 – 29 de março de 2004                                  |
| Troy Vincent        | 29 de março de 2004 – 19 de março de 2008                                  |
| Kevin Mawae         | 19 de março de 2008 – 25 de março de 2012                                  |
| Domonique Foxworth  | 25 de março de 2012 – 19 de março de 2014                                  |
| Eric Winston        | 19 de março de 2014 – 10 de março de 2020                                  |
| J. C. Tretter       | 10 de março de 2020 – 8 de março de 2024                                   |
| Jalen Reeves-Maybin | 8 de março de 2024 – presente                                              |